# Saffransarassari
Saffransarassari (Pteroglossus bailloni) är en fågel i familjen tukaner inom ordningen hackspettartade fåglar.

## Utbredning och systematik
Fågeln återfinns i fuktiga skogar från sydöstra Brasilien till nordöstra Argentina och östra Paraguay. Den behandlas som monotypisk, det vill säga att den inte delas in i några underarter.

## Status
IUCN kategoriserar arten som nära hotad.